# 钱雁秋
钱雁秋（1968年9月30日—），出生于中国北京，毕业于北京电影学院87届表演系。职业为导演、编剧兼演员，代表作为古装推理悬疑剧《神探狄仁杰》系列。

## 人物概要
钱雁秋执导的影视剧大多为自己原创，主要以悬疑、推理和武打融合为一体的风格进行创作。
钱雁秋小时侯特别喜欢看书，而且最爱翻看的是编年体的通史，从其中得到灵感编出个小故事，所以在他创作的剧本中基本都是文言文，其中古语连篇还经常出现生僻字。
2003年，钱雁秋和梁冠华，以及大学同学的张子健联合拍摄了《神探狄仁杰》而大获成功，之后三人组成了“铁三角”又继续拍摄了《神探狄仁杰》续集，《猎鹰1949》等作品。直到2012年，钱雁秋在《平原烽火》山东卫视首播会上公开透露梁冠华因一些意见不合，使得“铁三角”以决裂告终。

## 版权纠纷
《神探狄仁杰》连续拍摄了三部后好评不断，因此制片方决定还要继续拍第四部。但一拍就出现了两个版本，原因在于投资方和导演钱雁秋闹起了“内讧”。在拍第四部时，投资方启用了别人写的剧本来拍，而钱雁秋并不愿意拍别人写的剧本，投资方只好另请导演。因而产生了版权纠纷，对于版权归谁所有，双方都各执一词。制片人张文玲表示投资方在聘请钱雁秋做导演和编剧时签署了一份协议，合同上约定钱雁秋只有署名权，而没有剧本的著作权，投资方才是《神探狄仁杰》的唯一版权所有者。但钱雁秋表示他已经到国家版权局把他创作的三部《神探狄仁杰》的剧本都进行了版权注册，只要没有征得他的同意，对方就不能用《神探狄仁杰4》这个名字。
2010年7月，钱雁秋执导的《神探狄仁杰4》原定剧名为《大唐—神探狄仁杰4》，为了避免版权纠纷，最后改名为《神断狄仁杰》于山东影视频道上首播。而原投资方的《神探狄仁杰4》是由导演谭友业执导，张文玲担任总制片人拍摄的《神探狄仁杰IV之情花金人案》，除了梁冠华主演的狄仁杰外，演员阵容全部更换。由于《神断狄仁杰》抢先播出的行为严重影响了东阳荣煊影视文化发展有限公司的权益，东阳荣煊影视文化发展有限公司将《神断狄仁杰》以不正当竞争的理由告上北京市朝阳区法院，一审结果为判决《神断狄仁杰》方赔偿《神探狄仁杰》方80万元及公开道歉。因此钱雁秋不服，向北京市第二中级人民法院提出上诉，最终确认剧本《神探狄仁杰》的著作权还是归东阳荣煊影视文化发展有限公司所有。

## 个人创作

### 影视作品
| 年代           | 剧名                         | -                              |
| 1989           | 《青春无季》                 | 饰演 侯永                      |
| 1991           | 《日光港的故事》             | 饰演 孙小虎                    |
| 1992           | 《青春不会等待》             | 饰演 宗海生                    |
| 1995           | 《居委会的故事》             | 导演                           |
| 1996           | 《毕业生》                   | 剧本统筹                       |
| 1998           | 《挚爱》                     | 编剧/导演                      |
| 1998           | 《洪峰抢险》                 | 编剧                           |
| 1999           | 《封锯之后》                 | 编剧                           |
| 1999           | 《西游记后传》               | 编剧                           |
| 2000           | 《口红》                     | 编剧                           |
| 2000           | 《英雄》                     | 编剧/导演、饰演 赵一平         |
| 2001           | 《谁可相依》                 | 编剧                           |
| 2001           | 《隋唐演义》                 | 编剧                           |
| 2002           | 《生死极限》                 | 编剧/导演                      |
| 2003           | 《大宋奇案之狸猫换太子传奇》 | 编剧/导演                      |
| 2004           | 《神探狄仁杰》               | 编剧/导演、饰演 许世德         |
| 2005           | 《神探狄仁杰II》             | 编剧/导演                      |
| 2008           | 《神探狄仁杰III》            | 编剧/导演、饰演 元齐           |
| 2009           | 《猎鹰1949》                 | 编剧/导演、饰演 霍杰           |
| 2010           | 《神断狄仁杰》               | 编剧/导演、饰演 齐格           |
| 2011           | 《飞虎神鹰》                 | 编剧/导演、饰演 陈恭鹏         |
| 2012           | 《孤岛飞鹰》                 | 编剧/导演                      |
| 2013           | 《平原烽火》                 | 编剧/导演                      |
| 2014           | 《大漠枪神》                 | 编剧/导演、饰演 步鹰和老刀把子 |
| 2015           | 《神探包青天》               | 编剧/导演、饰演 赵爵           |
| 2015           | 《石敢当之雄峙天东》         | 编剧/导演、饰演 二郎神         |
| 2015           | 《飞虎队》                   | 总导演                         |
| 2015(2023播出) | 《虎胆神鹰》                 | 导演、饰演 陆长风              |
| 2017           | 《津门飞鹰》                 | 编剧/导演、饰演 袁文才         |
| 2017待播       | 《苏东坡断案》               | 导演                           |
| 2020待播       | 《秋官課院之狄仁傑浮世傳奇》 | 编剧/导演、饰演 放鹤真人       |

### 影视小说
- 《央视同名电视剧小说版 神探狄仁杰I》（中国社会科学出版社 线装书局、2006年11月1日出版） ISBN 978-7-8010-6420-2
- 《央视同名电视剧小说版 神探狄仁杰II (上、下册)》（中国社会科学出版社、2006年11月1日出版） ISBN 978-7-5004-5509-7
- 《央视同名电视剧小说版 神探狄仁杰III (上、下册)》（中国社会科学出版社、2008年12月1日出版） ISBN 978-7-5004-7317-6
- 《独家授权热播大戏同名小说 神探狄仁杰IV (上、下册)》（中国社会科学出版社、2011年3月1日出版） ISBN 978-7-5004-9500-0